# 広島県道21号加茂油木線
広島県道21号加茂油木線（ひろしまけんどう21ごう かもゆきせん）は、広島県福山市から神石郡神石高原町に至る県道（主要地方道）である。

## 概要
福山市加茂町字中野から神石郡神石高原町近田に至る。
路線としては、福山市加茂町中野と神石郡神石高原町近田を結ぶ一つの主要地方道の県道として認定されているものの、性格としては、福山市中心部と福山市山野町を結ぶ役割の道路と、小田川に沿って神石郡神石高原町と岡山県井原市を福山市山野町経由で結ぶ役割の道路という性格の異なる二つの道路により構成された形となっている。

### 路線データ
- 起点：福山市加茂町字中野（福山市加茂町中野[1]：国道182号交点、広島県道392号中野駅家線起点）
- 終点：神石郡神石高原町近田（神石郡油木町小吹[1]：国道182号交点、広島県道411号木割谷小吹線終点）
- 実延長：36.198 km（うち旧道4.371 km）[注釈 1][1]
- 異常気象時通行規制区間：あり（福山市山野町大字山野 - 神石郡神石高原町上野：延長16.5 km）

## 歴史
- 1952年（昭和27年）1月18日 - 七曲隧道起工。
- 1956年（昭和31年）4月14日 - 七曲隧道完成。
- 1964年（昭和39年）12月28日 - 建設省（当時）告示第3,620号により主要地方道認定。
- 1965年（昭和40年）3月31日 - 広島県告示第259号により広島県道24号加茂油木線として認定[1]。前身は広島県道207号上谷山野線の全線と広島県道209号山野駅家線・広島県道51号・岡山県道坂瀬川芳井線・広島県道206号木割谷小吹線の各一部。
- 1972年（昭和47年）11月1日 - 広島県の県道番号再編により現行の県道番号に変更。
- 1975年（昭和50年）2月1日 - 深安郡加茂町が福山市に編入。起点の地名表記が変更（深安郡加茂町中野 → 福山市加茂町中野）。
- 1993年（平成5年）5月11日 - 建設省から、県道加茂油木線が加茂油木線として主要地方道に再指定される[2]。
- 2004年（平成16年）11月5日 - 神石郡の全町村が対等合併して神石郡神石高原町が発足。終点の地名表記が変更（神石郡油木町近田 → 神石郡神石高原町近田）。
- 2015年（平成27年）3月28日 - 広島県告示第212号・216号により福山市山野町大字山野において新道（東免工区[3]）が供用開始[注釈 2]。

## 路線状況
起点の福山市加茂町字中野より福山市山野町大字山野までは2車線化され、道路状況はよいものの、福山市山野町大字山野 - 神石郡神石高原町上野にかけては幅員が狭く（最小2 m）、大型車は通行不能で待避所も少ない状況で、俗にいう険道である。そのため、神石郡神石高原町近田にある広島県道411号木割谷小吹線との交点の案内標識では、岡山県井原市方面への案内について本県道ではなく、広島県道411号木割谷小吹線へ誘導させる内容となっている。
将来的に本県道の福山市山野町大字山野 - 神石郡神石高原町上野にかけての区間が整備されたとしても、性格の異なる二つの道路により構成された逆“くの字”形の路線経路上、全線を通して利用は見込めず、福山市山野町に向かうだけの道路にしてしまうのは、立派過ぎてもったいなく、福山市山野町から岡山県井原市芳井町北部の岡山県道・広島県道9号芳井油木線等に抜けられるようにしてほしいという声も出ているものの、岡山県側は難色を示している。

### 重複区間
- 広島県道・岡山県道104号坂瀬川芳井線（福山市山野町大字山野）
- 広島県道411号木割谷小吹線（神石郡神石高原町近田）

### 道路施設

#### 橋梁
- 芦原橋（加茂川、福山市加茂町字芦原）
- 新西田橋（小田川、福山市山野町大字山野）

#### トンネル
- 新七曲トンネル：延長640 m、1998年（平成10年）竣工、福山市山野町大字山野）
- 猿鳴トンネル：延長 77 m、1950年（昭和25年）竣工、福山市山野町大字山野 - 素掘りのトンネル（コンクリート吹き付け済）

### 並行する旧街道
福山市加茂町字中野 - 福山市山野町大字山野
- 平川往来

備後福山城下から備中高山市（岡山県井原市芳井町東三原・高梁市川上町高山市）を経て平川郷（高梁市備中町平川）を通り、そこから新見（新見市）を経て伯耆の国（鳥取県西部）および大山に向かう道とされ、堀切峠（通称「七曲」）が整備される以前は、現在の広島県道418号井関加茂線の一部に沿うルートであった。

## 地理

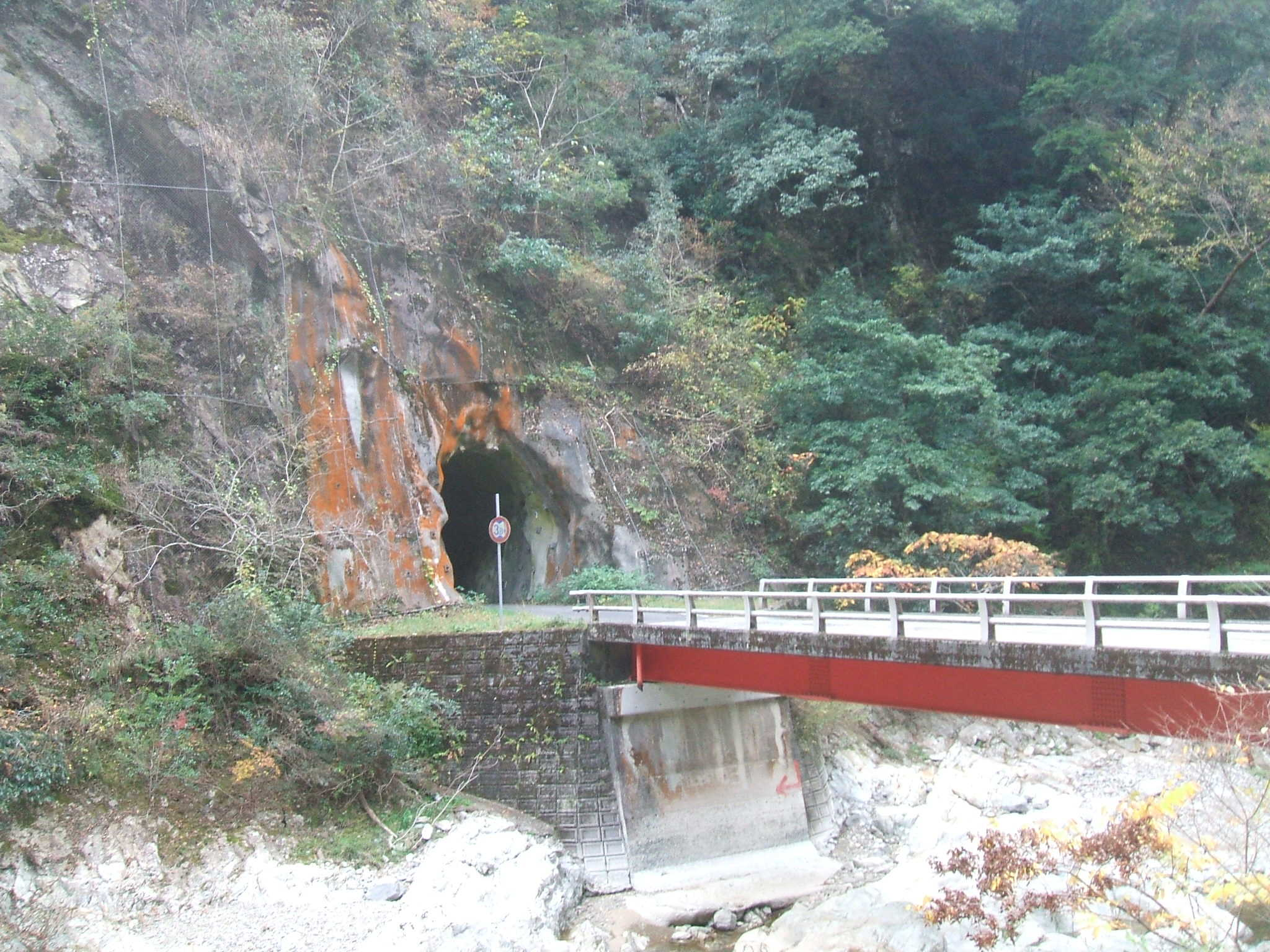
猿鳴トンネルと猿鳴橋

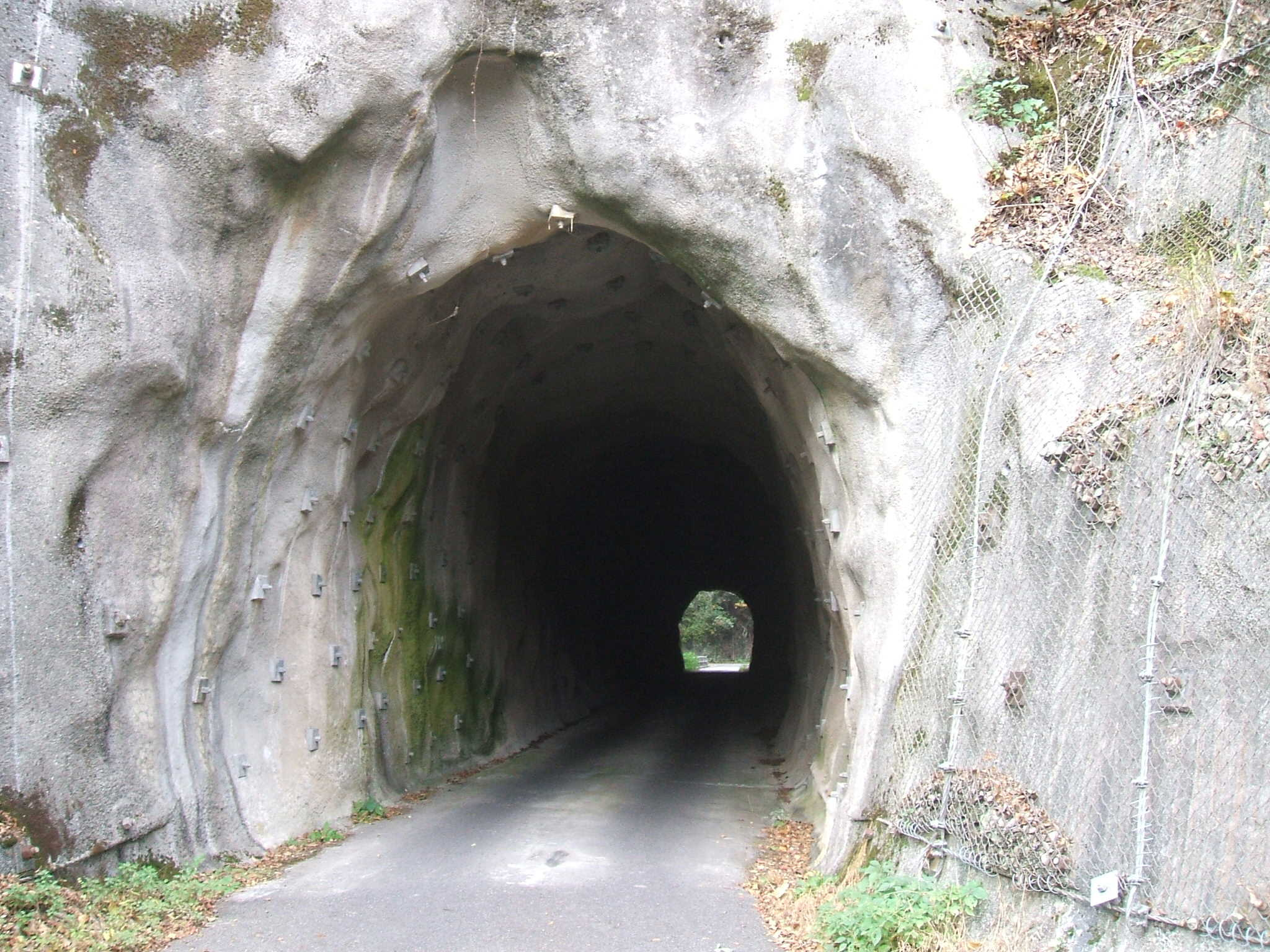
猿鳴トンネル。素掘りをアンブレラ工法で補強している。

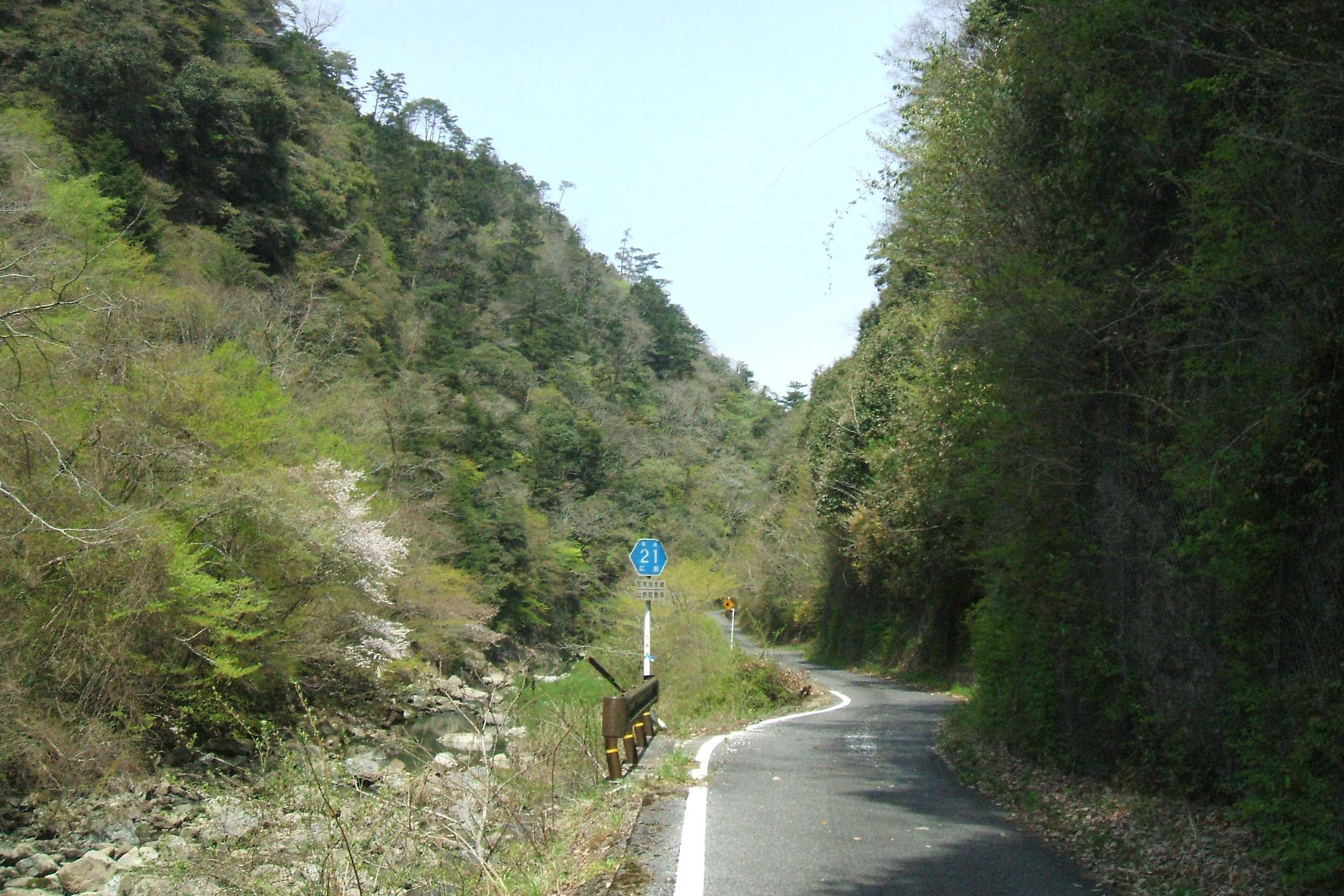
山野町鳥串の猿鳴峡沿いの険道区間の現状。このように幅も狭く線形も良くない

### 通過する自治体
- 広島県
  - 福山市 - 神石郡神石高原町 - 福山市 - 神石郡神石高原町[注釈 3]

### 交差する道路
| 交差する道路                                     | 市町村名 | 市町村名   | 交差する場所      | 交差する場所        |
| ------------------------------------------------ | -------- | ---------- | ----------------- | ------------------- |
| 国道182号 国道314号 重複 広島県道392号中野駅家線 | 福山市   | 福山市     | 加茂町字中野      | 中野南交差点 / 起点 |
| 広島県道215号道上停車場中野線                    | 福山市   | 福山市     | 加茂町字中野2丁目 |                     |
| 広島県道393号粟根神辺線                          | 福山市   | 福山市     | 加茂町字粟根      |                     |
| 広島県道418号井関加茂線                          | 福山市   | 福山市     | 加茂町字北山      |                     |
| 広島県道・岡山県道103号七曲井原線                | 福山市   | 福山市     | 山野町大字山野    |                     |
| 広島県道・岡山県道104号坂瀬川芳井線 重複区間起点 | 福山市   | 福山市     | 山野町大字山野    |                     |
| 広島県道・岡山県道104号坂瀬川芳井線 重複区間終点 | 福山市   | 福山市     | 山野町大字山野    |                     |
| 広島県道411号木割谷小吹線 重複区間起点           | 神石郡   | 神石高原町 | 近田              |                     |
| 国道182号 国道314号 重複                         | 神石郡   | 神石高原町 | 近田              | 終点                |

### 沿線
- 福山市役所
  - 加茂支所
  - 山野分所
- 小田川
- 四川ダム
- 仙養ダム
- 山野峡（猿鳴峡）
- 中国自然歩道

### 峠
- 堀切峠（通称「七曲」、福山市加茂町字北山 - 福山市山野町大字山野）